# 丰乐剧场旧址
丰乐剧场旧址，位于中国长春市朝阳区重庆路1019号，现为长春市文物保护单位。该建筑在满洲国时期为日本商人开办的丰乐剧场，又称“丰乐座”，是当时新京特别市的豪华影剧院之一。

## 历史

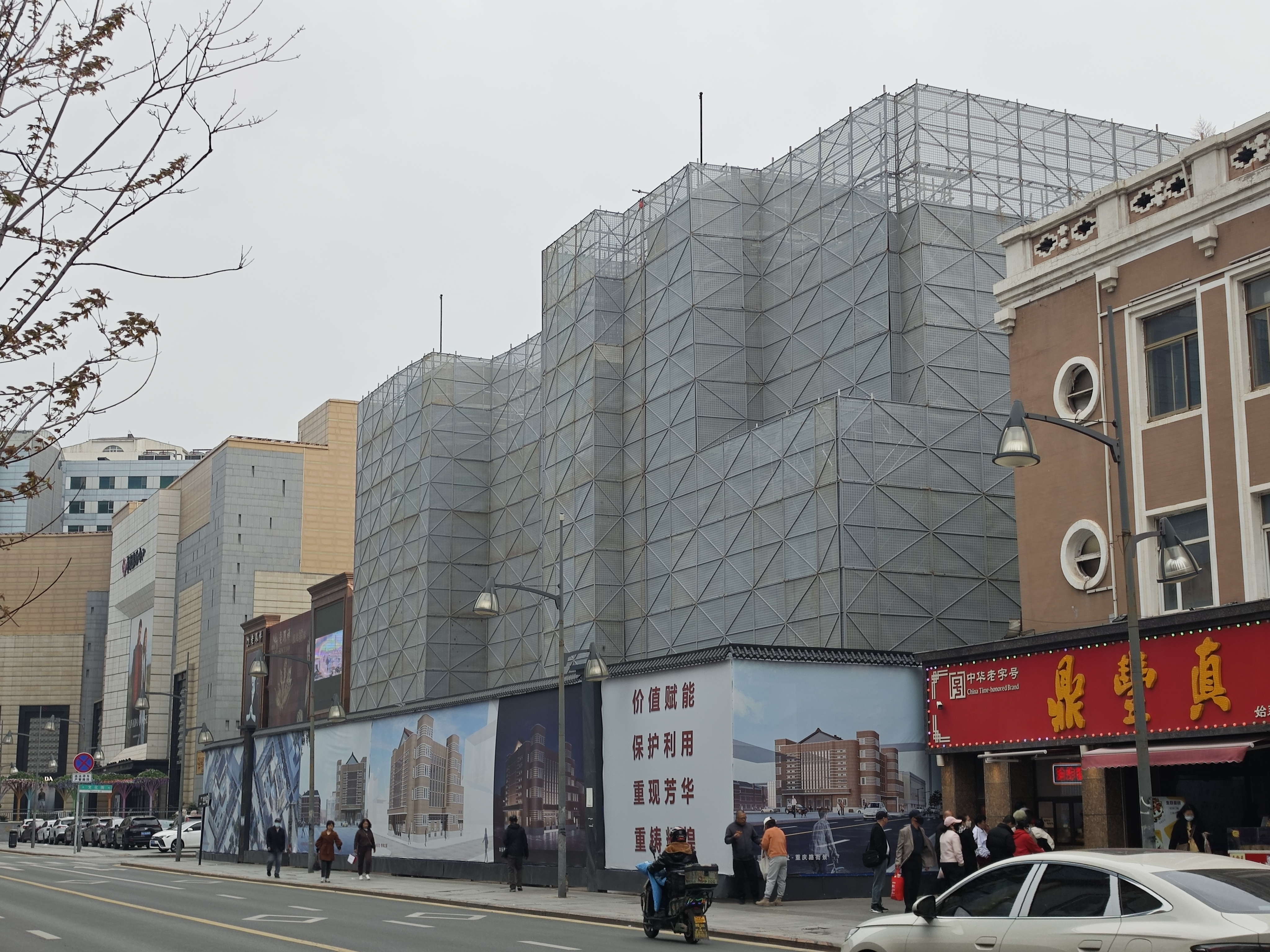
2025年5月，正在改造施工中的丰乐剧场旧址

丰乐剧场于1933年11月25日开工，1935年6月5日竣工，同年10月开始营业。剧场由三共建筑事务所设计，造价35万元，采用钢筋混凝土结构，地上三层，建筑面积3800平方米，剧场外立面采用褐色薄砖贴面，转角处以圆角曲线相接，具有中世纪法国堡楼意象。
剧场的观众厅设固定座椅1124个，其中楼座392个，池座732个。观众厅的室内空间充满着丰富的流动性曲线，内饰丝绒帷幕，五彩玻璃门窗，两侧和楼座的前排都设有包厢，全部座椅均为牛皮软包。舞台两侧设有花道，通往观众席，作为演员上下场用。这里不但可以观看电影或戏剧表演，还配有小型茶座。营业初期只供当地的日本人观赏歌舞伎表演，不对中国人开放。剧场配备两台当时最新式的辛普莱克斯牌电影放映机，时有“东洋第一电影院”之称。
1946年，该剧场更名为“重庆大戏院”，国民革命军新一军鹰扬评剧社曾将该戏院作为社址，演出京剧。后该戏院于1948年和1958年先后改称“胜利电影院”和“春城剧场”。2002年，丰乐剧场旧址被定为长春市文物保护单位。
2025年2月，丰乐剧场旧址开始施工改造，施工人员拆除并重建了室内附加物和外围商铺，基本还原了满洲国时期剧场的历史样貌。